# Gamma Volantis
Désignations
γ1 Vol : HR 2735, HD 55864, HIP 34473, SAO 256373, GC 9513

Gamma Volantis (γ Vol / γ Volantis) est une étoile binaire de la constellation du Poisson volant. Elle est à environ 142 années-lumière de la Terre.
La composante primaire, appelée γ2 Volantis, est une géante orange de type spectral K0III ayant une magnitude apparente de +3,93. Sa compagne, γ1 Volantis, est une étoile jaune-blanc de la séquence principale de type F2V ayant une magnitude apparente de +5,78. Les deux étoiles sont séparées de 14,1 secondes d'arc.